# (22009) 1999 XK77
(22009) 1999 XK77 è un asteroide troiano di Giove del campo greco. Scoperto nel 1999, presenta un'orbita caratterizzata da un semiasse maggiore pari a 5,207658 UA e da un'eccentricità di 0,027432, inclinata di 5,604175° rispetto all'eclittica. Ha un diametro di 21,915 km e un'albedo di 0,084.